# Alberto Puig
Alberto Puig de la Rosa (Barcellona, 16 gennaio 1967) è un dirigente sportivo e pilota motociclistico spagnolo ritiratosi dall'attività agonistica.

## Carriera
È cugino del pilota automobilistico Pedro de la Rosa.

### Pilota
La sua carriera nel motomondiale ha avuto inizio nella stagione 1987 corsa nella classe 250 in sella a una JJ Cobas senza ottenere punti validi per la classifica mondiale. L'anno successivo è passato a una Honda di un team spagnolo gestito dall'ex campione mondiale Ángel Nieto, raggiungendo i primi piazzamenti validi per il campionato mondiale. Puig ha continuato a correre nella stessa classe guidando motociclette Yamaha e Aprilia fino al motomondiale 1993 raccogliendo come migliori risultati 4 piazzamenti sul podio e il 6º posto nella classifica finale del 1992.

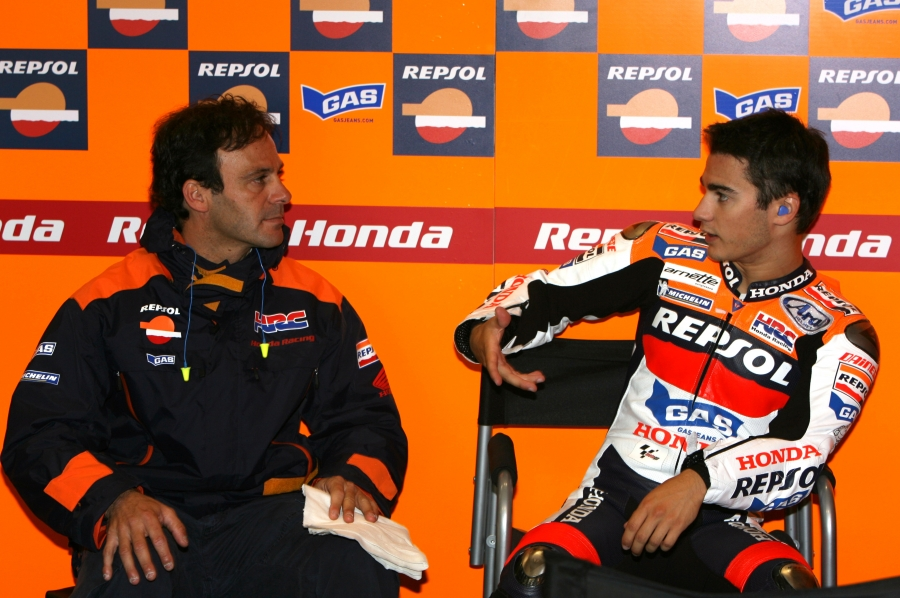
Puig (a sinistra) team manager di Repsol Honda ad Assen nel 2006 con il suo pilota Daniel Pedrosa

Già dal 1993 con il team Pons Racing in 250, dalla stagione 1994 è passato con la squadra alla Classe 500, rimanendovi fino al termine della carriera alla guida di moto Honda. Nella stagione 1995 dopo aver conquistato la sua prima e unica vittoria in un Gran Premio in occasione del Gran Premio motociclistico di Spagna e mentre era in lotta per il titolo mondiale, fu vittima di un incidente nel Gran Premio di Francia che quasi gli costò la vita e causò la chiusura per lui della stagione e quella del circuito di Le Mans fino al 2000. Curiosamente anche in questa avventura nella classe regina ha gareggiato per un team gestito da un altro pilota spagnolo, già campione del mondo: Sito Pons.

### Dirigente Sportivo
Dopo il ritiro dall'agonismo, avvenuto al termine della stagione 1997, si è dedicato all'attività di scopritore di talenti e manager di altri piloti motociclistici; è considerato lo scopritore di molti talenti, per esempio Casey Stoner e Daniel Pedrosa, dove per quest'ultimo ha lavorato come suo manager per ben 14 anni, per poi dividersi alla fine della stagione 2013. Dopo la separazione con Dani, Puig è stato promosso a supervisore per conto della HRC nell’Asia Talent Cup con il compito di coltivare e scovare nuovi talenti in un mercato sempre più importante per le Case motociclistiche. Nel 2018 viene promosso Team Manager del team Repsol Honda al posto dell'italiano Livio Suppo dopo le sue dimissioni.

## Risultati nel motomondiale

### Classe 250
| 1987 | Classe | Moto     |  |  |  |  |  |  |    |    |  |  |  |  |    |    |    | Punti | Pos. |
| ---- | ------ | -------- |  |  |  |  |  |  | -- | -- |  |  |  |  | -- | -- | -- | ----- | ---- |
| 1987 | 250    | JJ Cobas |  |  |  |  |  |  | 20 | 11 |  |  |  |  | 17 | 20 | 13 | 0     |      |

| 1988 | Classe | Moto  |    |     |    |   |     |    |    |    |    |  |    |    |     |    |    | Punti | Pos. |
| ---- | ------ | ----- | -- | --- | -- | - | --- | -- | -- | -- | -- |  | -- | -- | --- | -- | -- | ----- | ---- |
| 1988 | 250    | Honda | 25 | Rit | 14 | 8 | Rit | 17 | NQ | NQ | NQ |  | NQ | NQ | Rit | NQ | 21 | 10    | 30º  |

| 1989 | Classe | Moto   |     |     |    |     |    |    |    |     |   |    |    |    |     |    |     | Punti | Pos. |
| ---- | ------ | ------ | --- | --- | -- | --- | -- | -- | -- | --- | - | -- | -- | -- | --- | -- | --- | ----- | ---- |
| 1989 | 250    | Yamaha | Rit | Rit | 12 | Rit | 16 | 23 | 22 | Rit | 7 | 13 | 14 | 16 | Rit | 16 | Rit | 18    | 23º  |

| 1990 | Classe | Moto   |  |  |  |  |  |     |     |    |   |   |    |    |    |    |  | Punti | Pos. |
| ---- | ------ | ------ |  |  |  |  |  | --- | --- | -- | - | - | -- | -- | -- | -- |  | ----- | ---- |
| 1990 | 250    | Yamaha |  |  |  |  |  | Rit | Rit | 10 | 7 | 9 | 15 | 12 | 11 | NP |  | 32    | 16º  |

| 1991 | Classe | Moto   |    |     |     |    |     |    |  |    |     |    |    |    |    |    |   | Punti | Pos. |
| ---- | ------ | ------ | -- | --- | --- | -- | --- | -- |  | -- | --- | -- | -- | -- | -- | -- | - | ----- | ---- |
| 1991 | 250    | Yamaha | 21 | Rit | Rit | 10 | Rit | NP |  | NP | Rit | 19 | 10 | 17 | 14 | 11 | 7 | 28    | 16º  |

| 1992 | Classe | Moto    |   |     |   |   |   |   |   |   |   |   |     |   |     |  |  | Punti | Pos. |
| ---- | ------ | ------- | - | --- | - | - | - | - | - | - | - | - | --- | - | --- |  |  | ----- | ---- |
| 1992 | 250    | Aprilia | 6 | Rit | 2 | 7 | 6 | 8 | 6 | 4 | 3 | 6 | Rit | 8 | Rit |  |  | 71    | 6º   |

| 1993 | Classe | Moto  |    |   |    |     |   |    |   |   |    |     |   |   |   |   |  | Punti | Pos. |
| ---- | ------ | ----- | -- | - | -- | --- | - | -- | - | - | -- | --- | - | - | - | - |  | ----- | ---- |
| 1993 | 250    | Honda | 13 | 8 | 15 | Rit | 9 | 11 | 9 | 3 | 10 | Rit | 3 | 5 | 4 | 4 |  | 106   | 9º   |

| Legenda | 1º posto        | 2º posto            | 3º posto            | A punti      | Senza punti        | Grassetto – Pole position Corsivo – Giro più veloce |
| Legenda | Gara non valida | Non qual./Non part. | Ritirato/Non class. | Squalificato | '-' Dato non disp. | Grassetto – Pole position Corsivo – Giro più veloce |

### Classe 500
| 1994 | Classe | Moto  |   |   |   |   |   |   |   |   |   |   |   |   |   |   |  | Punti | Pos. |
| ---- | ------ | ----- | - | - | - | - | - | - | - | - | - | - | - | - | - | - |  | ----- | ---- |
| 1994 | 500    | Honda | 7 | 5 | 8 | 6 | 6 | 3 | 4 | 4 | 4 | 7 | 5 | 7 | 5 | 7 |  | 152   | 5º   |

| 1995 | Classe | Moto  |   |   |   |   |   |   |   |    |  |  |  |  |  |  |  | Punti | Pos. |
| ---- | ------ | ----- | - | - | - | - | - | - | - | -- |  |  |  |  |  |  |  | ----- | ---- |
| 1995 | 500    | Honda | 7 | 5 | 5 | 1 | 5 | 3 | 3 | NP |  |  |  |  |  |  |  | 99    | 8º   |

| 1996 | Classe | Moto  |   |    |   |   |    |   |    |    |    |    |    |    |   |    |  | Punti | Pos. |
| ---- | ------ | ----- | - | -- | - | - | -- | - | -- | -- | -- | -- | -- | -- | - | -- |  | ----- | ---- |
| 1996 | 500    | Honda | 7 | 10 | 9 | 5 | 12 | 3 | 12 | 11 | 11 | 13 | 12 | 12 | 7 | 10 |  | 93    | 11º  |

| 1997 | Classe | Moto  |   |   |     |     |   |   |   |    |    |    |     |    |    |    |    | Punti | Pos. |
| ---- | ------ | ----- | - | - | --- | --- | - | - | - | -- | -- | -- | --- | -- | -- | -- | -- | ----- | ---- |
| 1997 | 500    | Honda | 7 | 8 | Rit | Rit | 8 | 8 | 5 | 12 | 10 | 14 | Rit | 13 | 15 | 14 | 15 | 63    | 12º  |

| Legenda | 1º posto        | 2º posto            | 3º posto            | A punti      | Senza punti        | Grassetto – Pole position Corsivo – Giro più veloce |
| Legenda | Gara non valida | Non qual./Non part. | Ritirato/Non class. | Squalificato | '-' Dato non disp. | Grassetto – Pole position Corsivo – Giro più veloce |